# Entamoeba dispar
Entamoeba dispar – gatunek pełzaka należącego do typu Amoebozoa. Jest niepatogennym komensalem przewodu pokarmowego człowieka.
E. dispar była długo uważana za niepatogenną formę Entamoeba histolytica, w związku z tym nazwa gatunkowa E. dispar była synonimem E. histolytica.